# Kardiochirurgia dziecięca
Kardiochirurgia dziecięca – specjalizacja w dziedzinie medycyny, zajmująca się chirurgicznym leczeniem nieprawidłowości serca i dużych naczyń w zakresie klatki piersiowej. Leczenie kardiochirurgiczne obejmuje zarówno leczenie wad wrodzonych serca, jak i wad nabytych w późniejszych latach życia. Pod opieką kardiochirurga dziecięcego znajdują się dzieci od poczęcia (w okresie prenatalnym), aż do uzyskania pełnoletniości. W większości przypadków operacje wykonywane są w krążeniu pozaustrojowym i hipotermii. Część z nich wymaga leczenia wieloetapowego, czyli dwu lub więcej operacji w celu skorygowania wady.
Najczęściej leczone choroby w kardiochirurgii dziecięcej to:
- wady zastawkowe wrodzone i nabyte
- zwężenie cieśni aorty, pnia płucnego
- przetrwały przewód tętniczy
- ubytki w przegrodzie międzykomorowej i międzyprzedsionkowej
- tetralogia Fallota
- całkowite przełożenie wielkich pni tętniczych
- zespół hipoplazji lewego serca